# 建德府
建德府，中国古代的府。
南宋咸淳元年（1265年），升严州为建德府，治所在建德县（浙江省建德市梅城镇），辖建德、寿昌、桐庐、分水、淳安（淳化县改名）、遂安6县，属两浙西路。元朝至元十四年（1277年），改建德府为建德路，属江淮行省。至正十八年（1358年），朱元璋改建德路为建安府，同年更名建德府，仍治建德县，下辖6县。二十二年（1362年）更名严州府。